# خواجه‌باشی
خواجه‌باشی (نام علمی: Dipsacus) نام یک سرده از تیره آقطیان است. این گیاه گونه های مختلفی دارد و به طور کلی گیاهی است، دو ساله و در بعضی گونه ها یکساله می باشد. گیاهی است تیغ دارو به عبارت دیگر پوشیده ازخار، بلندی ساقه آن یک و نیم تا دو متر و برگ‌ها عموما متقابل است که از هر نقطه ساقه دو برگ روبه روی یکدیگر بیرون می آید، برگها دراز، مثلثی شکل، نوک تیز و بادبزنی میباشد که رگبرگ‌های پشت برگ را تارهای سوزنی پوشانیده و در حاشیه با دندانه های اره ای است.